# Longueil-Annel
Longueil-Annel è un comune francese di 2 381 abitanti situato nel dipartimento dell'Oise della regione dell'Alta Francia.

## Società

### Evoluzione demografica
Abitanti censiti